# ساباركانتا
ساباركانتا رمزها «SK» (بالإنجليزية: Sabarkantha) ، هو تقسيم إداري لدولة الهند تتبع ولاية غوجارات (بالإنجليزية: Gujarat) ، مركزها هو مدينة هيممانجار (بالإنجليزية: Himmatnagar) عدد سكانها حسب تعداد سنة 2001 هو 2,083,416 ، مساحتها 7,390 كم² وكثافة السكان 282 لكل كم² .